# Geelknolpeermos
Geelknolpeermos (Pohlia lutescens) is een soort uit de sterrenmosfamilie (Mniaceae).

## Kenmerken
De vrijwel kleurloze, onregelmatig gevormde broedknollen zijn uniek maar door de geringe grootte vaak lastig te vinden.

## Verspreiding
Geelknolpeermos komt voor in Europa en er zijn enkele vondsten bekend uit Azië. In Nederland komt het zeldzaam voor.